# Csizmarik Ferenc
Csizmarik Ferenc (Vác, 1940. augusztus 13. – Vác, 1991. március 19.) világbajnok repülőmodellező, tervező, edző, sportvezető.

## Életútja
A Gépipari Technikum elvégzése után (1958) a Váci Hajó- és Darugyárban dolgozott, a kétévi szakmai gyakorlat megszerzését követően a Könnyűipari Öntödében helyezkedett el, mint programozó, majd főnergetikus (időközben felsőfokú szakirányú végzettséget szerzett), beruházás-vezető lett. Későbbiekben egyéni vállalkozó: saját tervezésű repülőmodellek gyártásában. Még az úttörő szövetség keretén belül a váci gyerekek részére repülőmodellező klubot vezetett. (Szabadon-repülő gépek szakosztályában.) 17 éves korától versenyzett ő is ezen a szakosztályon belül. Többszörös magyar bajnok volt. A magyar válogatott tagjaként sokszor szerepelt nemzetközi versenyeken. 1968-ban a csapat megnyerte az Európa-bajnokságot, ahol egyéniben is sikert ért el.  Pályafutását a világbajnoki cím elnyerése koronázta meg.

## Munkássága
Ő tervezte a "Pajtás"-t, majd később az "Új Pajtás"-t. Ez utóbbi műgyantával erősített üvegszövet törzzsel készült, anyaga már nagyrészt balsafa. Sorozatban készítette építődobozban. Nagyon pontos kidolgozással lehetett hozzájutni. A modell nagyon jó repülő tulajdonságokkal rendelkezett (rendelkezik).  Az összerakható repülők sorozatgyártása megindult. A nemzetközi érdeklődés is megélénkült, melynek hatására az exportkiszállítás fellendült, aminek korai halála vetett véget. Vác város Pro Urbe kitüntetésben részesítette (1988).

## Emlékezete
Halála után a fia, ifj. Csizmarik Ferenc és özvegye, Csizmarik Ferenc emlékére a nevét viselő országos versenyt rendeztek évente, más-más helyszínnel, 1991-2000 között.

## Díjai és címei
- Többszörös magyar repülőmodellező bajnok
- Csapatban Európa-bajnok (1968)
- Vác díszpolgára (1988)